# Растителноядно животно
Растителноядни животни (на латински: Herbivore) се наричат животни, приспособени да се хранят преимуществено с растения или подобни организми (включително водорасли и фотосинтезиращи бактерии). или техни части, като плодове и ядки, и останки. Микробите от животински тип, хранещи се с мъртви растения, са сапрофити. Растителноядните животни са първични потребители в хранителната верига.

## Вариации в храненето
Има тревопасни животни, както и листоядни, зърноядни, плодоядни, нектаросмучещи.
Тревопасни животни се наричат бозайниците, които пасат трева или се хранят с клонки или листа от дървета и храсти. Такива са например зебри, елени, жирафи и други копитни животни.
Листоядните използват за храна единствено или основно листата на растения, например коалите и скакалците.
Зърноядните се прехранват с всякакъв вид ядки, зърна и семена, например лалугерите.
Плодоядните, като много видове птици, както и прилепи, ядат плодовете по храстите и дърветата. 
Нектаросмучещите всмукват сокове от растенията и ги използват в оригинален или преработен вид, например пеперудите и пчелите. 